# Alfonso Bullón de Mendoza
Alfonso Bullón de Mendoza y Gómez de Valugera, né à Madrid le 29 octobre 1963, est un historien et militant catholique espagnol spécialiste du carlisme et de la Seconde République. Depuis le 21 juin 2018, il est président de l’Asociación Católica de Propagandistas (ACdP) et depuis 2021 président du journal en ligne El Debate — qui se veut continuateur du journal catholique historique El Debate fondé par Ángel Herrera Oria —.